# الد هورست (كامبريدجشير)
الد هورست (بالإنجليزية: Old Hurst)‏ هي قرية و أبرشية مدنية تقع في المملكة المتحدة في إنجلترا.